# Sky Captain and the World of Tomorrow
Capitán Sky y el mundo del mañana (título original en inglés: Sky Captain and the World of Tomorrow) es una película retrofuturista de aventuras, de género ucrónico, escrita y dirigida por Kerry Conran y estrenada en 2004.
Se trata de la primera película de la historia del cine que, contando con un reparto de actores de carne y hueso, absolutamente todos los decorados son digitales.

## Argumento
En un 1939 alternativo, el mundo se ve sacudido por las misteriosas desapariciones de eminentes científicos. La reportera Polly Perkins (Gwyneth Paltrow) y el hábil aviador Joe "Sky Captain" Sullivan (Jude Law) intentan descubrir al responsable de tales hechos. 
Enfrentándose a terribles robots gigantes y arriesgando sus vidas, ambos recorrerán el mundo entero para combatir una terrible amenaza, viajando a diversos lugares exóticos en su misión de detener al Dr. Totenkopf, el malvado personaje que está detrás de este plan para destruir la Tierra.
Ayudados por Franky Cook (Angelina Jolie), comandante de un escuadrón anfibio, y un genio de la tecnología llamado Dex (Giovanni Ribisi), Polly y Sky Captain parecen ser la única esperanza del planeta.